# Ekaterina Geladze
Ekaterina Geladze (gruzijski: ეკატერინე გელაძე)(obiteljski odmilja i "Keke" ) (1858. – 1937.) je bila majka Josifa Visarionoviča Staljina.
Rođena je u obitelji gruzijskih pravoslavnih kmetova u Goriju u Gruziji, 1858. godine.
Iako je njen otac, Glah Geladze, umro mlad i obitelj je uvijek bila siromašna, njena je mati se uspijevala skrbiti za Ekaterinu, tako da je ona uspjela naučiti čitati i pisati.
Ekaterina je u dobi od 16 godina susrela, i u istoj dobi se udala za Visariona Džugašvilija.
Njeno prvo dvoje djece je umrlo brzo po rođenju - Mihail 1876. godine, a Georgij iduće godine. 
Njen treći, i posljednji sin, Josif, je rođen 6. prosinca 1878.
Dobio je nadimak "Soso". Nažalost, mladi Josif je odrastao u nasilnom okružju: otac Visarion (odmilja "Beso") je često bio alkoholiziran i premlaćivao je i Ekaterinu i sina Josifa.
Prije Josifove desete godine, Visarion je napustio obitelj (po nekim izvorima, Ekaterina ga je izbacila iz doma).
Za izdržavati sebe i sina, Ekaterina je prihvaćala svaki dostupni fizički rad - uglavnom kućni poslovi, šivanje i pranje rublja. 
Često je radila u domovima bogatih Židovskih trgovaca u Goriju, a katkad je vodila sina Josifa sa sobom. Govorilo joj se za sina da je bistro dijete, i zabavljao je domaćine, a među ostalima i Davida Pismamedova koji je ohrabrivao mladog Josifa studirati, davajući mu novac i knjige za čitati.
Ekaterina je imala ambicija da joj sin Josif postane svećenikom, i nekako je skupila dovoljno novca za njegovu naobrazbu; najvjerojatnije uz pomoć D.Pismamedova.
1888. uspjela je upisati sina u Gorijsku crkvenu školu. Kasnije joj je sin, uz Ekaterinino ohrabrenje, uspio dobiti stipendiju za Tiflisko teološko sjemenište, rusku pravoslavnu ustanovu, koju je Ekaterinin sin pohađao u dobi od 16 godina. 
Kasnije, kad joj je sin Josif postao moćnikom u komunističkom režimu, i njoj je krenulo nabolje u životu. Ekaterinu je sin dao smjestiti u palaču na Kavkazu, koju su prije koristili carevi visoki dužnosnici. 
Govori se da je ondje boravila u maloj sobici, gdje je često pisala pisma (na gruzijskom - nikad nije uspjela naučiti ruski) svom sinu i nevjesti. Primala je odgovore, iako se ne vjeruje da ju je sin Josif posjetio prije 1935, kada je bila vrlo bolesna.
N. Kipshidze, liječnik koji je liječio Ekaterinu u njenoj starosti, prisjeća se da je Staljin pitao mater pri susretu: "Zašto si me tako tukla kad sam bio mali?"  "Pa zato si ispao ovako dobar!", odgovorila je Ekaterina sinu. Onda ga je upitala: "Josife, što si ti zapravo sada?"  "Sjećaš se cara? Pa, ja sam ti sada kao car." odgovorio joj je sin. "Bilo bi ti bolje da si postao svećenik...", rekla mu je mater. Umrla je 13. svibnja 1937. godine.